# Championnat de Grèce de football de deuxième division 2009-2010
 (septembre 2024).
Navigation
Saison précédente
La saison 2009-2010 de Beta Ethniki est la 27e édition de la deuxième division grecque.
Les dix-huit clubs participants au championnat ont été confrontés à deux reprises aux dix-sept autres.

## Les 18 participants pour la saison 2009/2010
| Club                | Classement 2008-09                                 | Stade                          | Capacité | Ville      |
| ------------------- | -------------------------------------------------- | ------------------------------ | -------- | ---------- |
| Agrotikos Asteras   | 7                                                  | Stade d'Evosmo                 | 3 500    | Evosmo     |
| Anagennisi Karditsa | 15                                                 | Stade de Karditsa              | 9 000    | Karditsa   |
| Apollon Kalamarias  | 12                                                 | Stade Apollon                  | 7 000    | Kalamaria  |
| GS Diagoras Rhodes  | 8                                                  | Stade de Diagoras              | 3 700    | Rhodes     |
| Doxa Drama          | 1er Groupe Nord Gamma Ethniki                      | Stade Doxa Drama               | 7 000    | Drama      |
| AO Aigáleo          | 6                                                  | Stade Stavros Mavrothalassitis | 13 108   | Aigáleo    |
| Ethnikos Asteras    | 14                                                 | Stade Kritikopoulos            | 4 851    | Kaisariani |
| Ethnikos Le Pirée   | 13                                                 | Stade Elliniko                 | 10 800   | Le Pirée   |
| GS Ilioupoli        | 1er Groupe Sud Gamma Ethniki                       | Stade d'Ilioupoli              | -        | Héliopolis |
| Ionikos Le Pirée    | 4                                                  | Stade Dimetico Neapoli         | 10 300   | Le Pirée   |
| PAE Kalamata        | 9                                                  | Stade de Kalamata              | 10 000   | Kalamata   |
| AO Kerkyra          | 5                                                  | Stade de Kerkyra               | 4 000    | Corfou     |
| OFI Crete           | 14e Alpha Ethniki                                  | Stade Pankritio                | 26 240   | Heraklion  |
| Olympiakos Volos    | 11                                                 | Stade de Volos                 | 29 000   | Volos      |
| Panetolikos         | 2e Groupe Nord Gamma Ethniki (promu après barrage) | Stade de Panetolikos           | 5 500    | Agrinion   |
| Panserraikos FC     | 15e Alpha Ethniki                                  | Stade de Serres                | 9 500    | Serrès     |
| Pierikos            | 10                                                 | Stade de Katerini              | 6 200    | Katerini   |
| Thrasývoulos Fylís  | 16e Alpha Ethniki                                  | Stade de Fylí                  | 3 142    | Fyli       |